# Casais da Marmeleira
A Aldeia dos Casais da Marmeleira fica situada na freguesia de Cadafais, no concelho de Alenquer, região Oeste e distrito de Lisboa. É a aldeia com mais população na freguesia de Cadafais, sendo que a freguesia tem 1687 habitantes, 181,6 hab/km².

## Casais da Marmeleira
Chamou-se durante séculos simplesmente Os Casais e só já no século XX adotou o distintivo da Marmeleira, retirado de uma propriedade confinante com a estrada que o atravessa. Essa propriedade, o Casal da Marmeleira, pertencia na segunda metade do século XIX a Rita Anes.
A povoação, composta por casais, contava apenas dois fogos em 1497, mas estava em crescimento. Em 1527 conta já sete.
Aqui existia, em meados do século XVIII, uma ermida de Santo António, de que então era padroeira a viúva de António Lobo da Gama, da cidade de Lisboa. Pelas imediações deste lugar andou, por meados do século XIX, o geólogo Carlos Ribeiro, encontrando vestígios da presença humana em tempos pré-históricos, como ele próprio refere, na sua Descrição do Solo Quaternário das Bacias Hidrográficas do Tejo: “Nas camadas dos Casais do Carregado encontram-se em areeiros alguns calhaus de silex do peso de 2 a 8 quilos, e raras lascas e peças pequenas da mesma substância. Nos calhaus percebe-se que algumas lascas haviam sido separadas antes de serem envolvidas na massa que os contem e um deles apresenta além disso a sua superfície escavada em algumas partes e tão polida nestas concavidades que não deixa a menor dúvida de ser isto devido ao trabalho do homem”.

## Cultura
A aldeia culturalmente é muito ribatejana apesar de se encontrar na fronteira entre o Ribatejo e a Estremadura. O Grupo Desportivo Marmeleirense é encarregada pelas romarias e festas tradicionais da aldeia que se realizam no verão. Tem uma equipa de ciclismo que já conta com muitos quilómetros.